# سو جونگ
سو جونگ زادهٔ ۱۹ ژوئن ۱۹۷۲) بازیگر اهل کره جنوبی است. او با بازی در فیلم جزیره در سال ۲۰۰۰ به کارگردانی کیم کی-دوک مورد توجه قرار گرفت و توانست برای بازی در این فیلم، جایزه بهترین بازیگر زن جدید جوایز هنری بکسانگ کره جنوبی و بهترین بازیگر زن جشنواره فیلم فانتاسپورتو پرتغال را کسب کند.  